# یواس‌اس الت
یواس‌اس آلت ممکن است به یکی از موارد زیر اشاره داشته باشد:
- یواس‌اس آلت (دی‌دی-۳۹۸)
- یواس‌اس آلت (دی‌دی-۶۹۸)